# HD 156411
Inquill eller HD 156411 är en ensam stjärna belägen i den norra delen av stjärnbilden Altaret. Den har en skenbar magnitud av ca 6,67 och kräver åtminstone en handkikare för att kunna observeras. Baserat på parallax enligt Gaia Data Release 2 på ca 17,6 mas, beräknas den befinna sig på ett avstånd på ca 186 ljusår (ca 57 parsek) från solen. Den rör sig närmare solen med en heliocentrisk radialhastighet på ca -39 km/s.

## Nomenklatur
HD 156411 fick på förslag av Peru namnet Inquill i NameExoWorlds-kampanjen som 2019 anordnades av International Astronomical Union. Inquill var ena parten i den tragiska kärlekshistorien Vägen till solen av Abraham Valdelomar.

## Egenskaper
HD 154857 är en gul till vit stjärna i huvudserien av spektralklass G1 V(w). Den har en massa som är ca 1,2 solmassor, en radie som är ca 2,1 solradier och har ca 5,4 gånger solens utstrålning av energi från dess fotosfär vid en genomsnittlig effektiv temperatur av ca 5 900 K.
Naef et.al. (2010) noterade att stjärnan verkar vara något utvecklad och därmed kan vara på väg att lämna huvudserien.

## Planetsystem
År 2009 hittades en gasjätte som en exoplanet i omloppsbana kring stjärnan.
| Planet | Massa           | Halv storaxel (AE) | Siderisk omloppstid (d) | Excentricitet | Inklination | Radie |
| ------ | --------------- | ------------------ | ----------------------- | ------------- | ----------- | ----- |
| b      | ≥0,74 ± 0,04 MJ | 1,88 ± 0,03        | 842,2 ± 14,5            | 0,22 ± 0,08   | -           | -     |